# Cliff Bole
Clifford John „Cliff“ Bole (* 9. November 1937 in San Francisco, Kalifornien; † 15. Februar 2014 in Palm Desert, Kalifornien) war ein US-amerikanischer Regisseur von US-amerikanischen und kanadischen Fernsehproduktionen.

## Leben
Bole war ab der Mitte der 1970er Jahre als Regisseur aktiv und führte ausschließlich bei Fernsehserien Regie.
Die außerirdische Spezies Bolianer aus der Serie Raumschiff Enterprise: Das nächste Jahrhundert ist nach ihm benannt.
Bole war verheiratet und Vater einer Tochter und eines Sohns. Er starb im Februar 2014 im Alter von 76 Jahren in seinem Haus im kalifornischen Palm Desert.

## Filmografie
- Der Sechs-Millionen-Dollar-Mann (The Six Million Dollar Man)
- Drei Engel für Charlie (Charlie’s Angels)
- Spenser (Spenser: For Hire)
- Baywatch – Die Rettungsschwimmer von Malibu (Baywatch)
- Akte X – Die unheimlichen Fälle des FBI (The X-Files)
- Raumschiff Enterprise: Das nächste Jahrhundert (Star Trek: The Next Generation)
- Star Trek: Deep Space Nine
- Star Trek: Raumschiff Voyager (Star Trek: Voyager)